# メディアグローバルステージ
株式会社メディアグローバルステージ（Media Global Stage Co.Ltd.）とは、動画配信サイトである「MGS動画」「MGSシアター」および電子書籍配信サイトである「MGSブックス」の運営会社である。MGS動画およびMGSブックスではアダルトコンテンツを、MGSシアターでは映画など一般向けコンテンツを配信している。

## 概要
2009年9月、社員8名で創業。全員がWeb制作スタッフであった。資本金300万円。2010年1月、渋谷道玄坂にオフィス移転。2010年3月、アダルトビデオメーカー・プレステージが運営していたプレステージBBをリニューアルし、「MGS」としてオープン。売上高は8億円（2013年3月期実績）
それまで定額にて見放題だった料金体系を作品単体での販売に変更。基本的にはDMM.comなどの動画配信サイトと同じであり、プレステージなど主要メーカーの作品は、DMMと重複して配信されている。これはDMMが以前からプレステージ作品を取り扱っていたからである。MGSではDMMより価格帯を安くしたり月額見放題のタイトルをMGSが独占配信することによって差別化している。
MSGのノウハウを使用し、ネットカフェ専用サービス「プレステージ＠ネットカフェ」も運営する。

## DMMとの違い
プレステージなど主要メーカー以外に「シロウトTV」というオリジナルコンテンツも配信。こちらは10代後半から40代以上と、美少女に限らず幅広い年代の女性を起用した作品である。プレステージ作品の「素人図鑑」に近い作品の作りとなっている。フルセイル作品の見放題はMGSだけで、他の動画サイトでは単品販売のみとなっている。

## Silverlight完全対応
同社サイトは、他の動画配信サイトとは異なり、マイクロソフトの新技術Silverlight（シルバーライト）のSmooth Streaming（スムースストリーミング）で配信している国内唯一の動画配信サイトである。Silverlight技術は日本国内のサイトでは「GYAO!」や「Yahoo!動画」が採用していたが、いずれもSmooth Streaming対応ではない。このスムースストリーミングの技術はアダプティブストリーミングと呼ばれ、国内で完全に対応しているサイトはMGSだけである。

## 取扱メーカー
- プレステージ
- フルセイル
- MAD
- シロウトTV
- ラストラス
- DOC (アダルトビデオ)